# Piroelektryk
Piroelektryk (z gr. πῦρ „ogień”) – materiał mający zdolność generowania siły elektromotorycznej pod wpływem zmian temperatury.

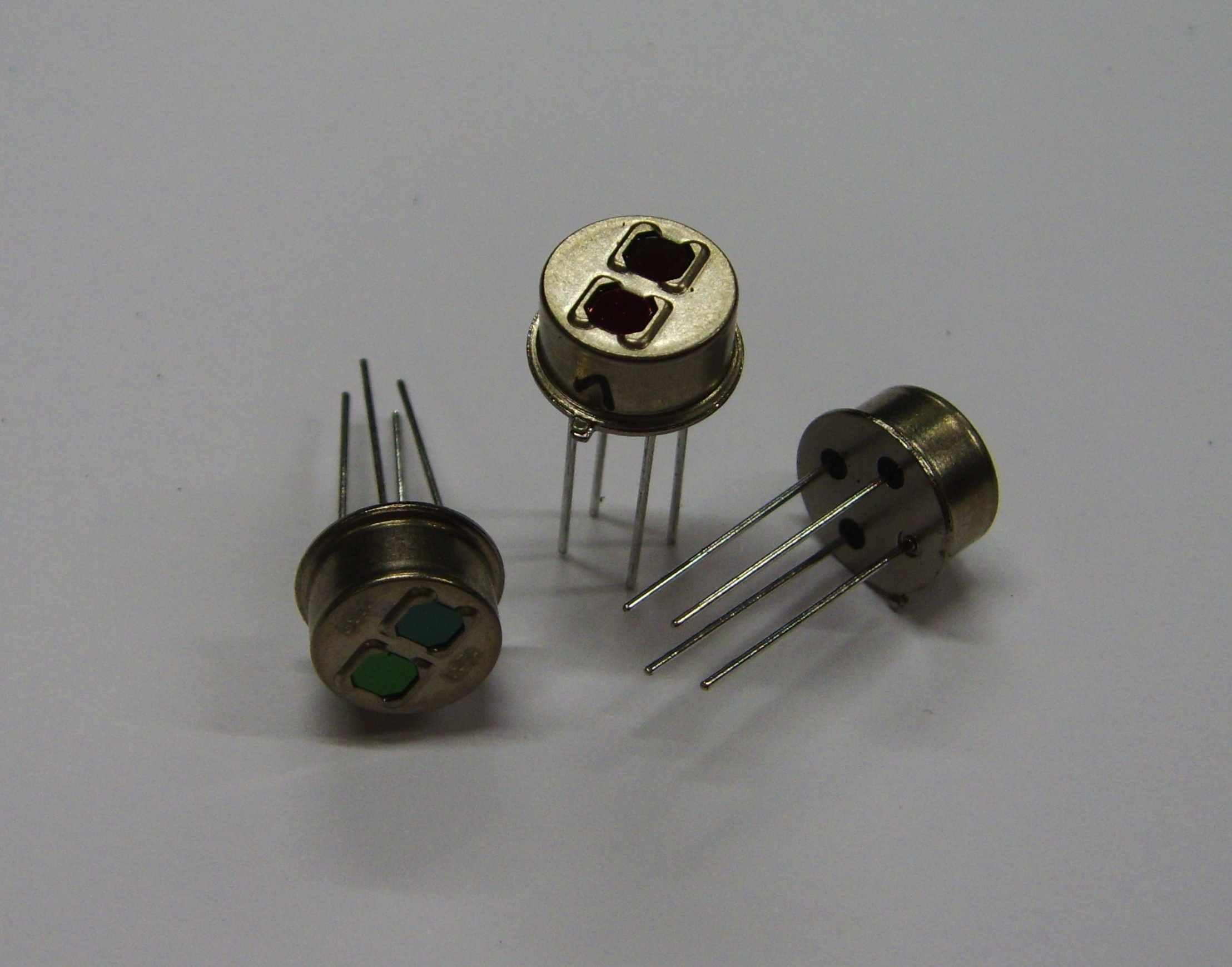
Podwójne piroelektryczne czujniki podczerwieni do systemów alarmowych

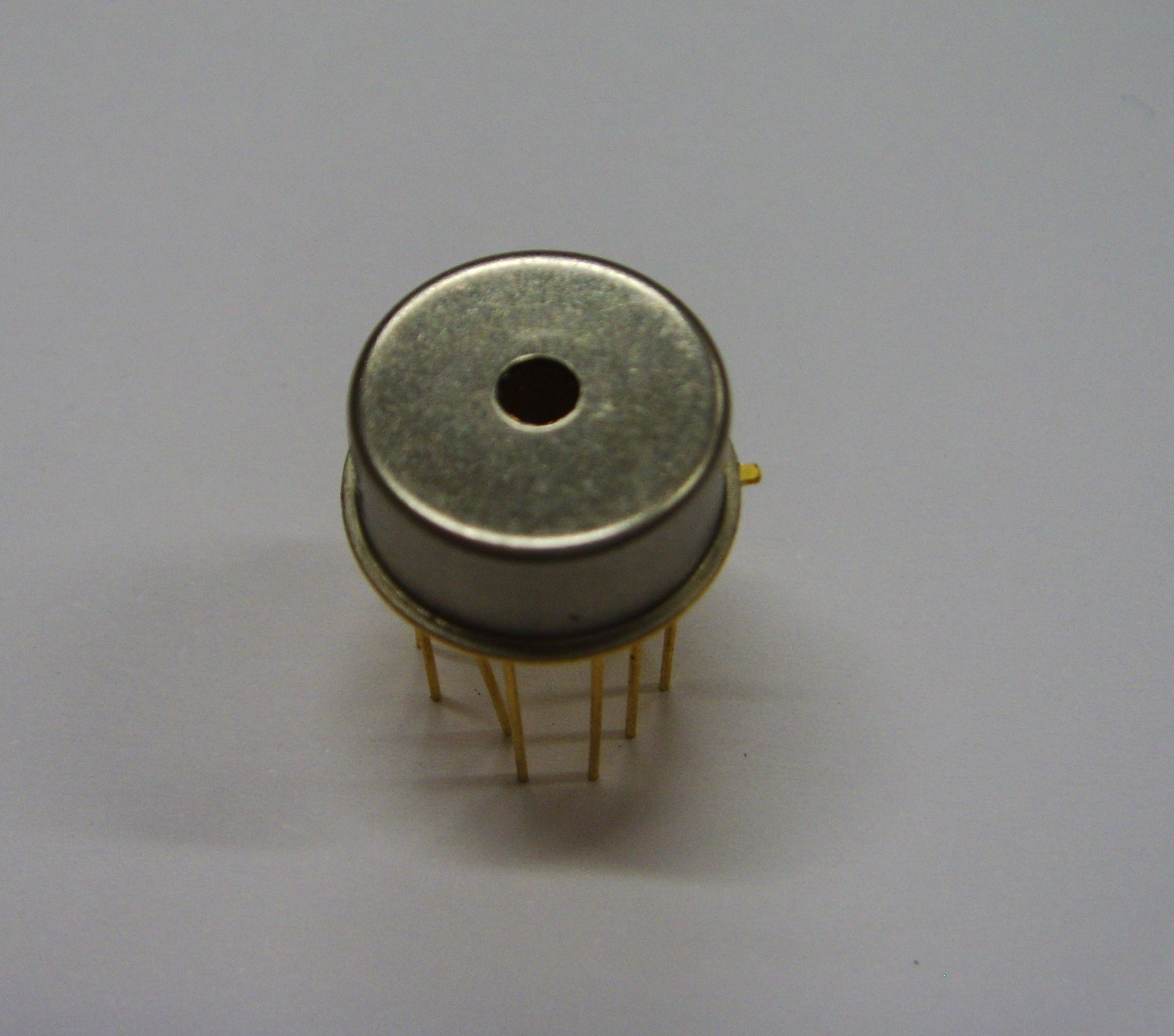
Piroelektryczny czujnik podczerwieni z wbudowanym filtrem interferencyjnym Fabry’ego-Perota

W odróżnieniu od zjawiska termoelektrycznego, do wystąpienia efektu piroelektrycznego nie jest konieczny gradient temperatury, ale wystarczy ogrzanie całego kryształu. Efekty piroelektryczności są możliwe do dostrzeżenia tylko na kryształach, które są dobrymi izolatorami. Po ustaleniu się temperatury kryształ stopniowo rozładowuje się na skutek upływu ładunku.

## Historia
- W starożytnej Grecji wiedziano, że podgrzany turmalin przyciąga źdźbła trawy i podobne małe przedmioty.
- Franz Aepinus w 1756 r. stwierdził obecność ładunków przeciwnego znaku na kryształach turmalinu po ich podgrzaniu.
- Lord Kelvin w 1877 r. opracował pierwszą termodynamiczną teorię piroelektryków.
- Początkowo obserwacje zjawiska separacji ładunków elektrycznych powstających na kryształach wskutek ogrzania przeprowadzano sposobem opylania, który został opracowany przez Augusta Kundta w 1883 r. Ogrzewany kryształ opyla się naelektryzowaną mieszaniną sproszkowanych siarki i minii. Ziarna siarki ładują się ujemnie, czerwona minia – dodatnio. Naładowane ziarna spadają na powierzchnię naładowanego kryształu i zostają na niej zatrzymane bądź odrzucone. Powoduje to odmienne zabarwienie elementów powierzchni kryształu o różnym ładunku. Zanim zastosowano do badania kryształów rentgenografię takie obserwacje miały duże znaczenie przy ustalaniu symetrii kryształów.

## Budowa i właściwości
Piroelektryki są zwykle substancjami o budowie krystalicznej, charakteryzują się obecnością wiązań jonowych i komórką elementarną bez środka symetrii (są więc wszystkie piezoelektrykami), ale z biegunowymi osiami symetrii (spośród ogólnej liczby 32 klas symetrii 10 spełnia ten warunek). Każda zmiana temperatury takich kryształów powoduje zmianę ich spontanicznej polaryzacji. Niektóre z piroelektryków są również ferroelektrykami.
Właściwości piroelektryczne mają też niektóre ciekłe kryształy, ceramiki i odpowiednio przygotowane polimery.
Najpopularniejsze piroelektryki to:
- siarczan trójglicyny(inne języki) (TGS) i duża rodzina związków izomorficznych
- poli(fluorek winylidenu) – polimer łatwy do wytwarzania w postaci cienkiej folii
- tantalan litu(inne języki)
- niobian barowo-strontowy(inne języki)
- ferroelektryki z rodziny perowskitów:
  - modyfikowany cyrkonian ołowiu
  - modyfikowany tytanian ołowiu
- germanian ołowiu.

## Zastosowania
- Jednym z podstawowych zastosowań piroelektryków są matryce termowizyjne. Charakteryzują się stosunkowo niską ceną, są wygodne w użyciu, gdyż w większości zastosowań nie wymagają chłodzenia ciekłym azotem[2]. Stosowano również kamery termowizyjne, zawierające folię piroelektryczną wbudowaną w lampę analizującą.
- Czujniki ruchu PIR i przeciwpożarowe w systemach alarmowych, kontroli dostępu itp.
- W analizie gazów i zanieczyszczeń powietrza. Wykorzystuje się występowanie silnych linii w widmie absorpcyjnym niektórych gazów w zakresie podczerwieni. Zwykle stosuje się w tym celu włączone różnicowo czujniki piroelektryczne wyposażone w odpowiednie filtry[1].
- Wysokiej czułości i precyzji laboratoryjne czujniki termiczne (radiometry).
- Mikroogniwa termiczne. Ich moc jest niewielka, ale sprawność duża. Rozwiązania takie są na etapie doświadczeń, ale zbudowano konwertery, których sprawność dziesięciokrotnie przekracza sprawność konwencjonalnych generatorów termoelektrycznych[3].
- Potencjały wytworzone przez kryształy piroelektryczne są tak duże, że mogą być wykorzystywane do rozpędzania jonów do dużych prędkości. Wykorzystano ten fakt do wywołania zimnej fuzji jąder atomowych[4]. Skala zjawiska nie jest tak duża, by można je było wykorzystać do celów energetycznych, umożliwia jednak konstrukcję miniaturowego źródła neutronów.